# Pierre Waidmann
Pierre Waidmann né le 19 août 1860 à Remiremont (Vosges) et mort le 26 octobre 1937 à Neuilly-sur-Seine (Hauts-de-Seine) est un peintre et sculpteur français.

## Biographie
Pierre Waidmann s'installe à Paris dès la fin des années 1870 pour être élève de Ferdinand Humbert, de Louis Français, puis à la fin des années 1880, d'Alfred Roll et d'Henri Gervex. En 1890, il est domicilié à Paris au 66, rue de Lisbonne. Il séjourna régulièrement à Remiremont où il effectuait de fréquents séjours dans la maison de son grand-père, le collectionneur Charles Friry (1802-1881) et peignit de nombreux paysages des Vosges.
Il réalise notamment le décor intérieur — marqueteries et dessus-de-porte peints notamment — de plusieurs pièces de cette demeure historique du XVIIIe siècle, qui est sa maison natale. Il y avait installé son atelier vers 1884.
En février-mars 1896, il expose chez Le Barc de Boutteville à Paris.

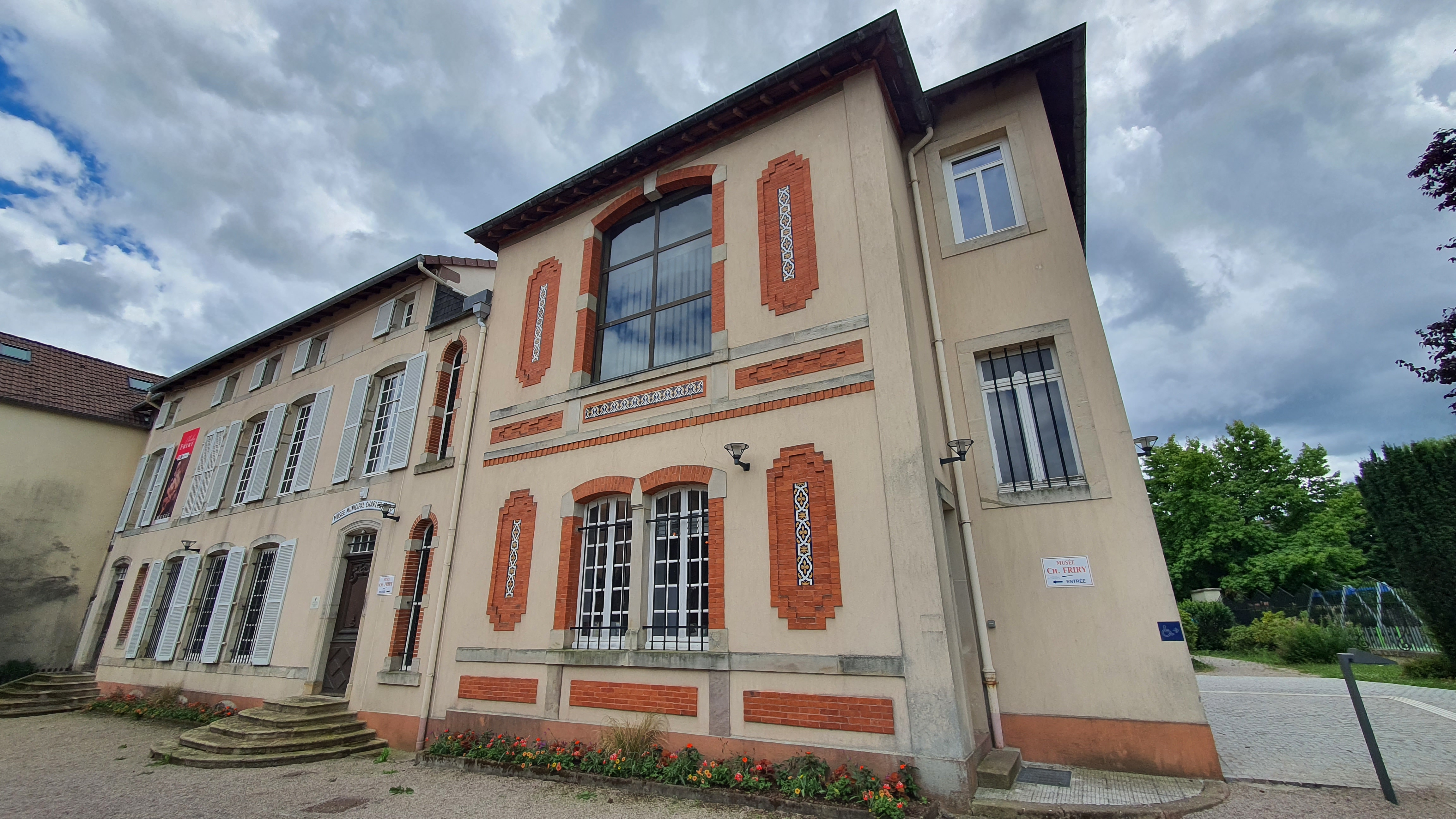
Maison natale de Pierre Waidmann à Remiremont.

## Œuvre
En 2011, les deux musées de Remiremont, le musée Charles de Bruyères et le musée Charles-Friry, lui consacrent une rétrospective — « Pierre Waidmann, un artiste en résidence » — regroupant une centaine d'œuvres dont 60 peintures, des faïences, des terres cuites et des reliures.

Œuvres de Pierre Waidmann
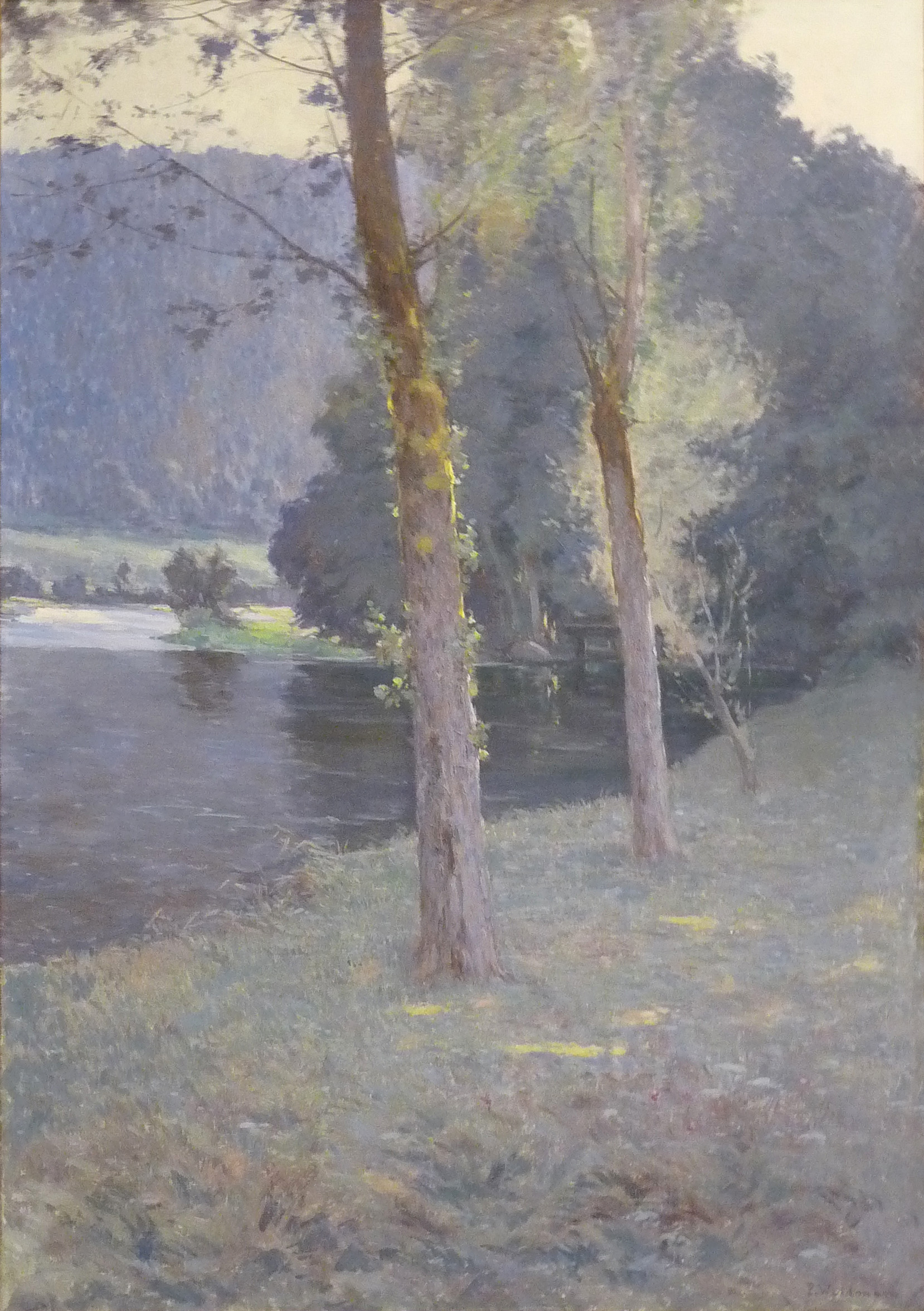
Au Bord de l'eau : au pays vosgien (1892), huile sur toile, Remiremont, musée Charles-Friry.
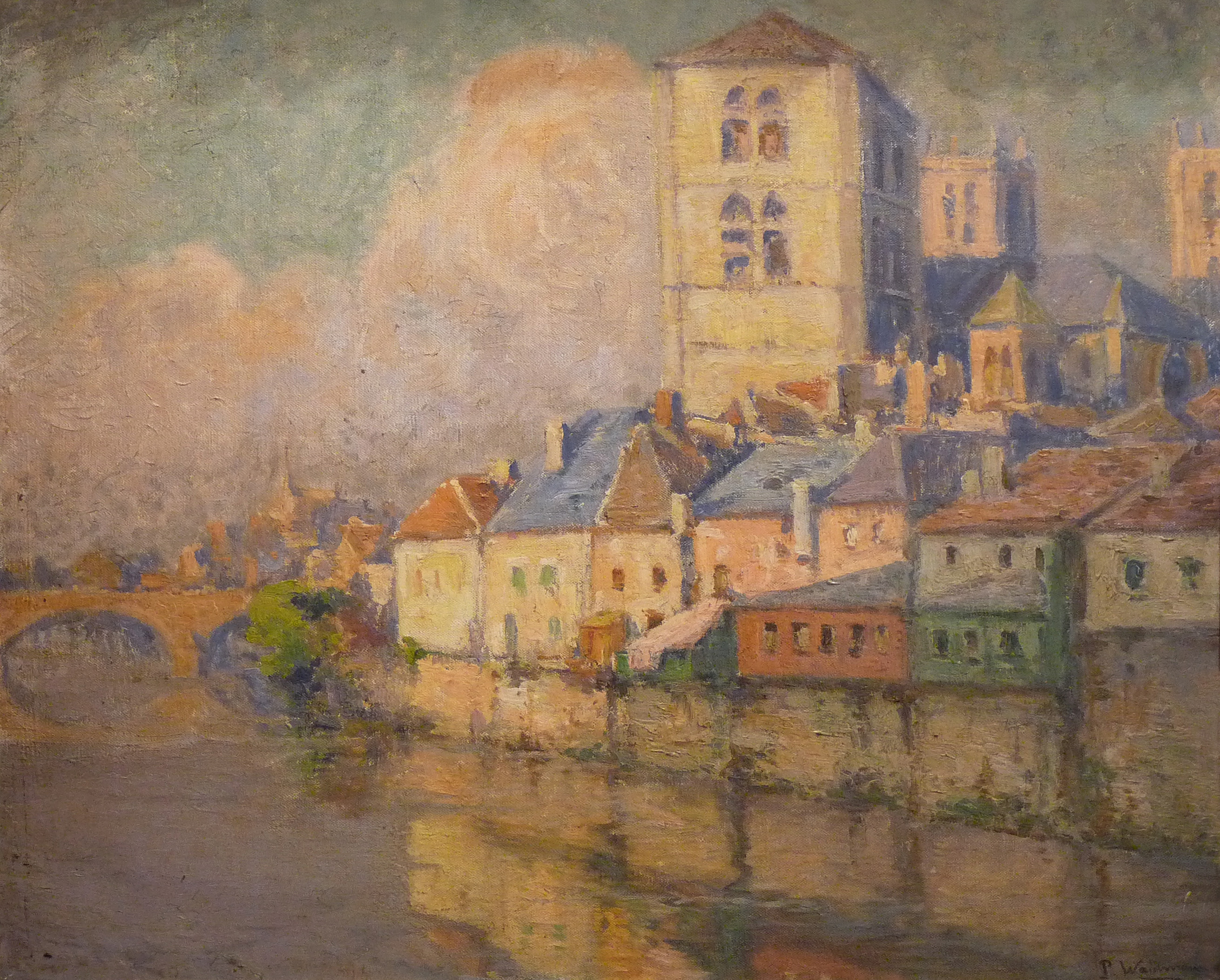
Huy (Belgique) (vers 1906), huile sur toile, Remiremont, musée Charles-Friry.
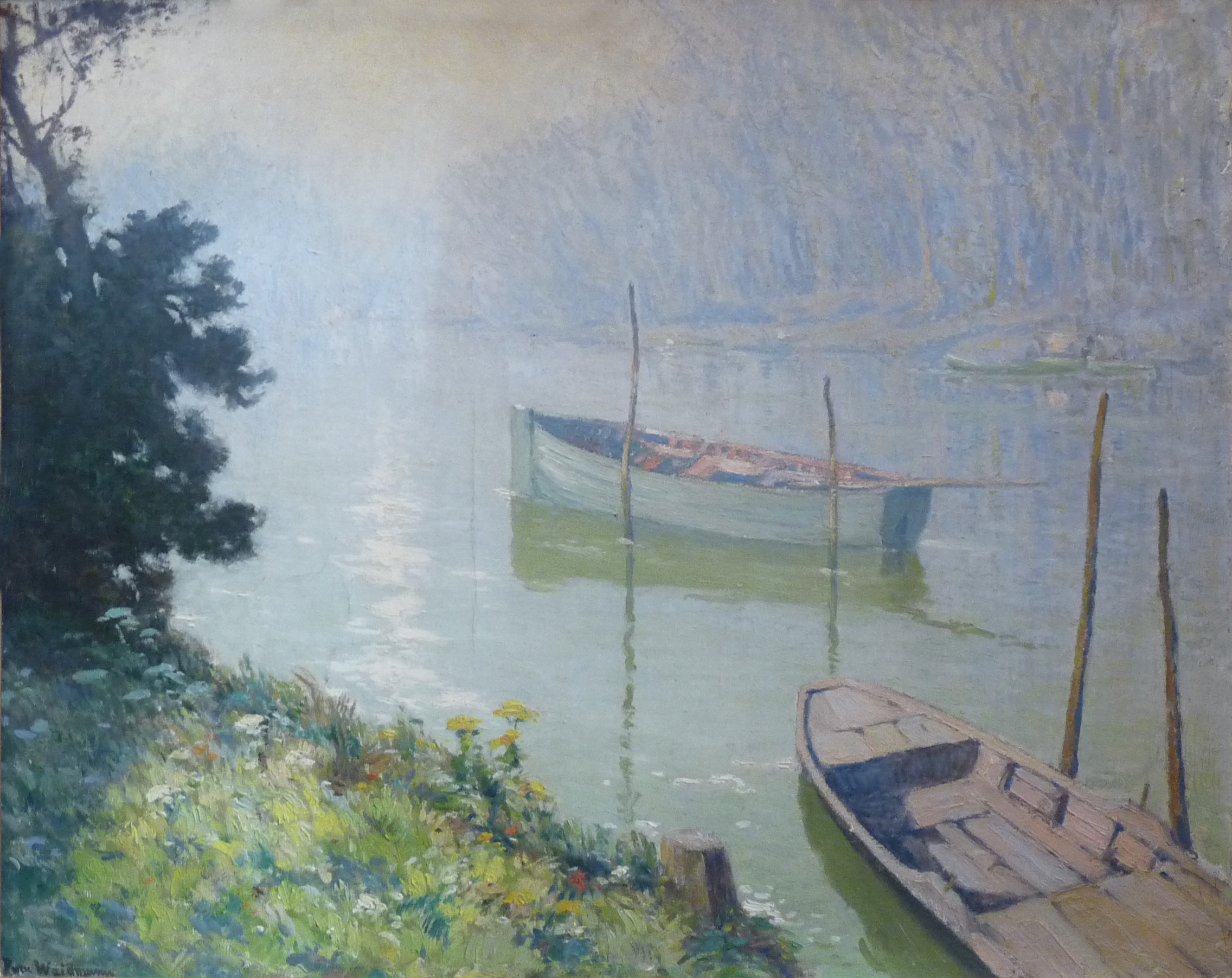
Printemps (vers 1909), huile sur toile, Remiremont, musée Charles-Friry.
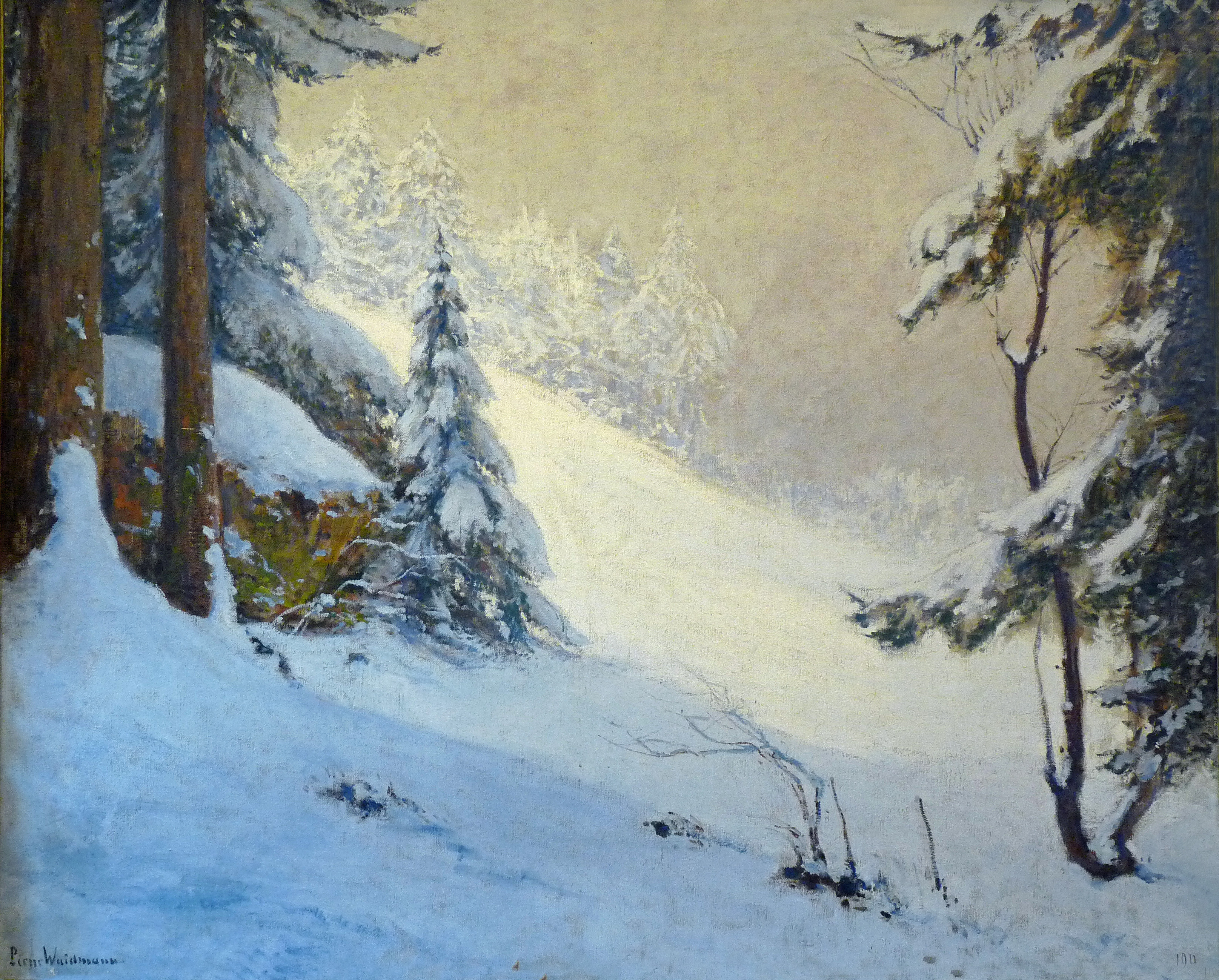
Effet de neige (1911), huile sur toile, Remiremont, musée Charles de Bruyères.
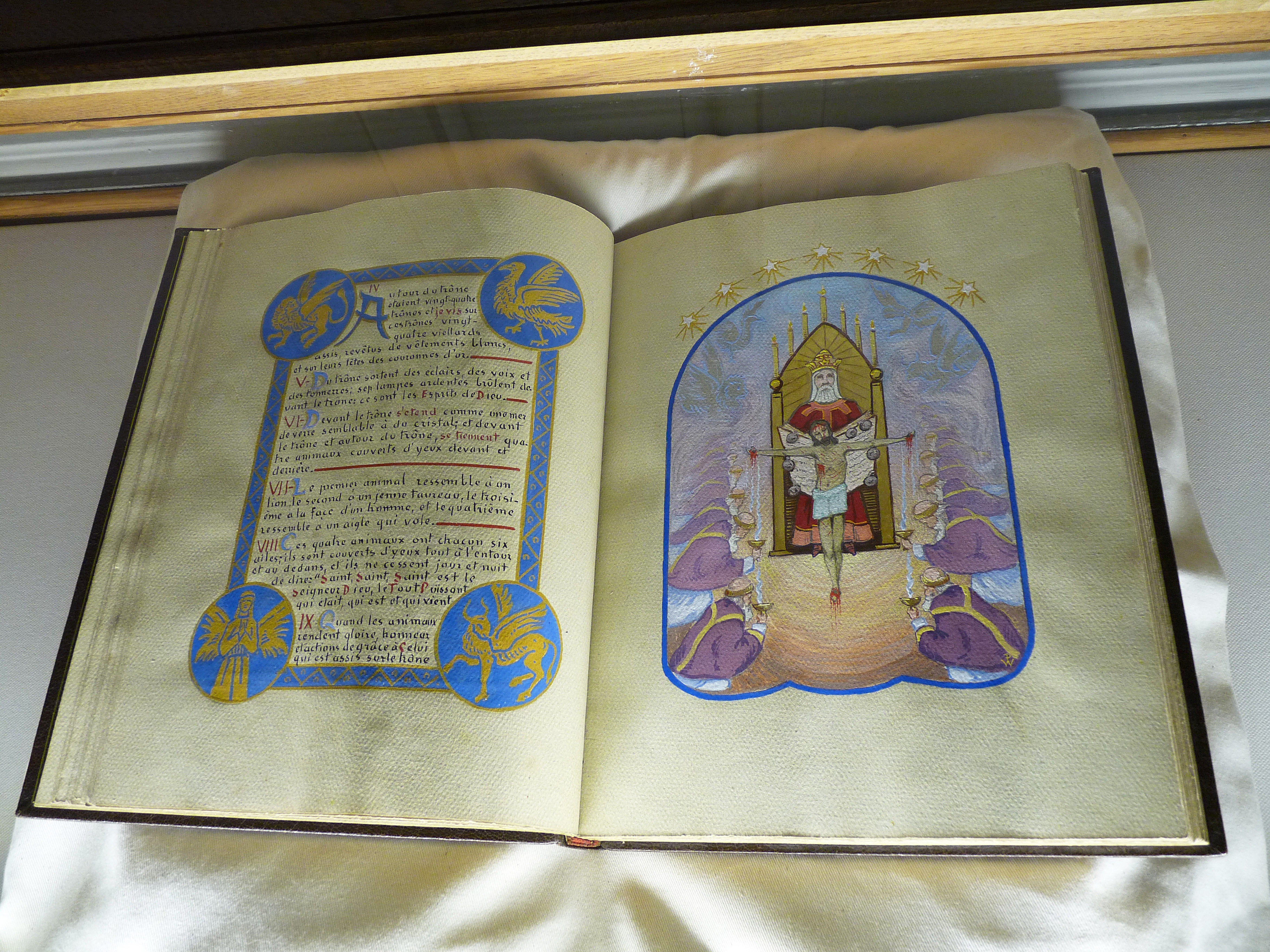
Apocalypse selon Saint Jean (1930), livre enluminé, Remiremont, musée Charles-Friry.
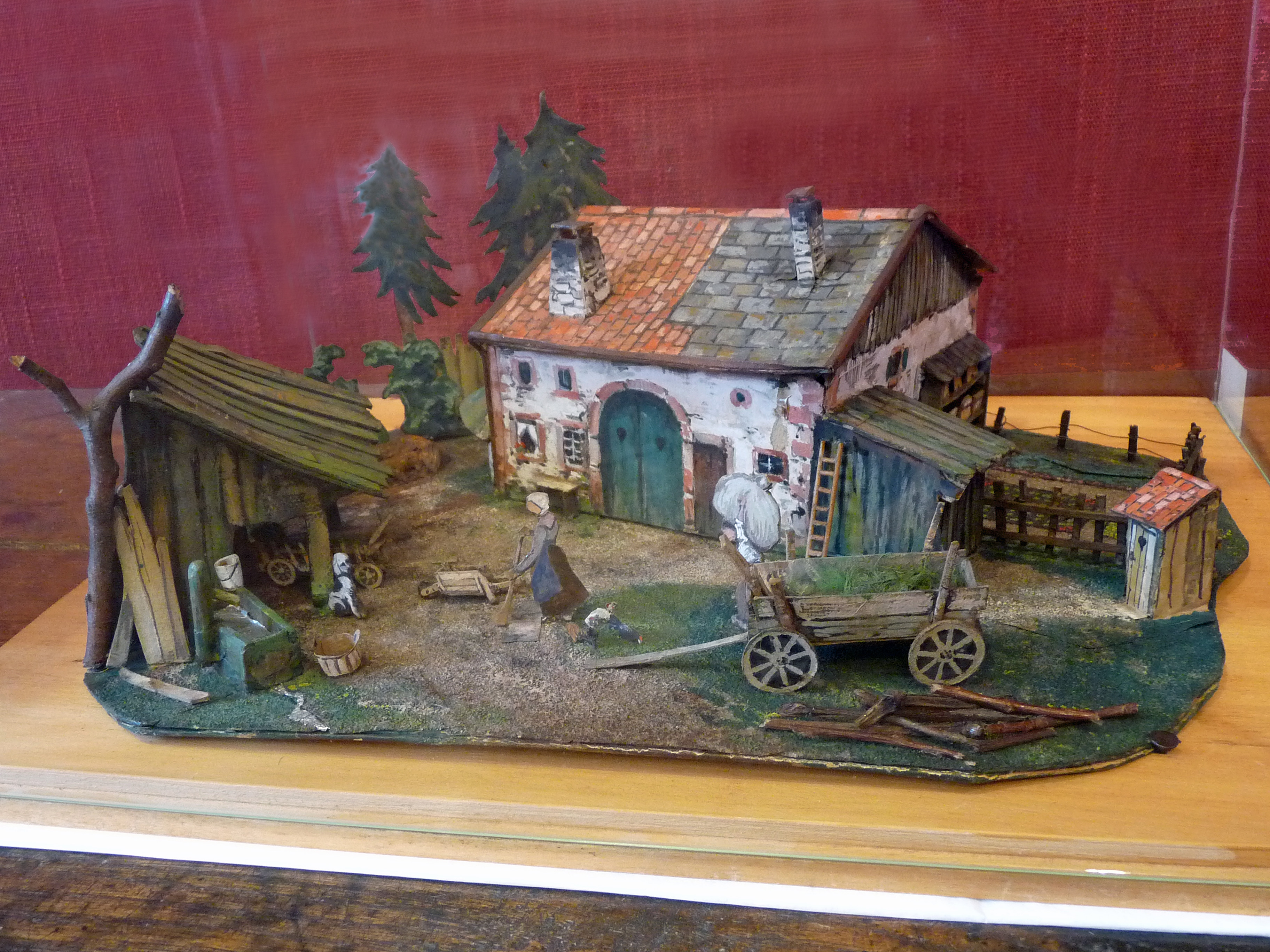
Maquette de la ferme (vers 1933),  huile sur carton et bois, Remiremont, musée Charles de Bruyères.
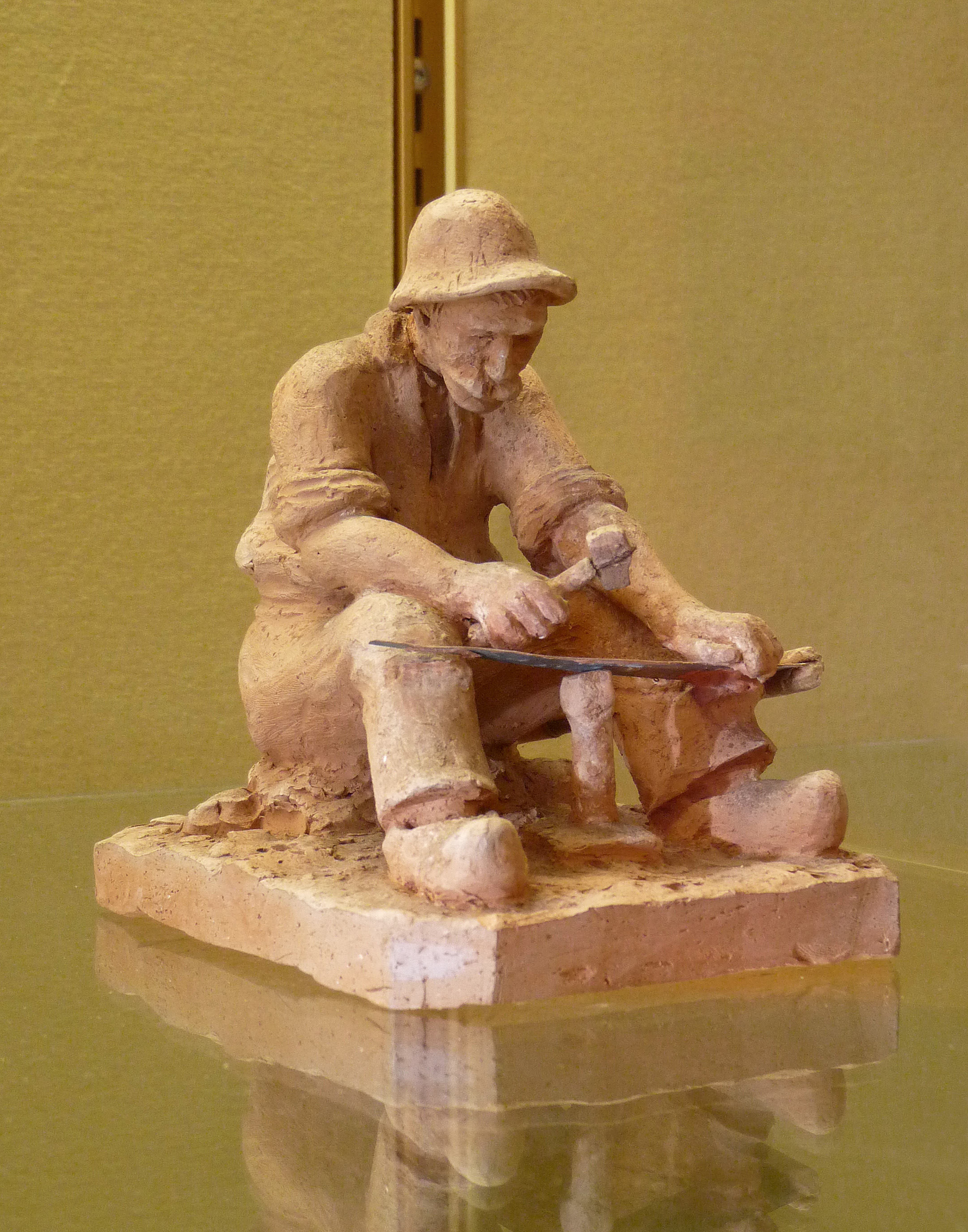
Batteur de faux (avant 1936), terre cuite, Remiremont, musée Charles-Friry.